# Đăk Tờ Re
Đăk Tờ Re là một xã thuộc huyện Kon Rẫy, tỉnh Kon Tum, Việt Nam.

## Địa lý
Xã Đăk Tờ Re nằm ở phía tây nam huyện Kon Rẫy, có vị trí địa lý:
- Phía đông giáp xã Đăk Ruồng
- Phía tây giáp huyện Đăk Hà và thành phố Kon Tum
- Phía nam giáp tỉnh Gia Lai
- Phía bắc giáp xã Đăk Tờ Lung.

Xã Đăk Tờ Re có diện tích 109,68 km², dân số năm 2019 là 6.800 người, mật độ dân số đạt 62 người/km².

## Hành chính
Xã Đăk Tờ Re được chia thành 12 thôn: Kon Rơ Lang, Sơn Hà, Tam Sơn, Kon Rơ Pan, Kon H Rầm, Kon K Lang, Kon Long Buk, Kon Săm Lũ, Kon Dơ Xang, Kon Dơ Năng, Kon Tơ Neo và Kon Nu.